# Bree
|  | Aquest article tracta sobre el municipi belga. Vegeu-ne altres significats a «Bree (Terra Mitjana)». |

Bree és una ciutat a la província de Limburg . L'1 de gener del 2024 tenia 16.955 habitants.

## Història
Del 1386, Bree era una de les bones viles del principat de Lieja. Encara avui romanen unes restes de les fortificacions i de les talaies. El 1604 la ciutat va defendre's heroicament contra les tropes espanyoles. Molts monuments van desaparèixer després dels incendis successius de 1601, 1616, 1697 i 1699.
L'any 1795 els francesos van annexar la ciutat, que va ser territori francès fins a la desfeta de Waterloo i la creació el 1815 del Regne Unit dels Països Baixos. Des de 1830, la ciutat és belga.